# Prelec
Prelec je priimek več znanih Slovencev:
- Marjan Prelec (1928 - 2022), gradbenik in gospodarstvenik, direktor Cinkarne Celje
- Nik Prelec (*2001), nogometaš
- Patrik Prelec, Andraž Prelec, Vanesa Prelec, pop-glasbeniki (Jastrebi)
- Zmagoslav Prelec (*1945), hrvaški strojnik in energetik slovenskega rodu